# Astragalus gonggamontis
Astragalus gonggamontis là một loài thực vật có hoa trong họ Đậu. Loài này được P.C. Li miêu tả khoa học đầu tiên năm 1989.